# Willem III van Egmont
Willem van Egmont (1278? - 2 juli 1312) was heer van Egmont.

## Biografie
Willem was een zoon van Gerard van Egmont en Elisabeth van Strijen.
Hij volgde in 1304 zijn grootvader Willem II van Egmont op als heer van Egmond; zijn vader was op dat moment al overleden.
Willem was vermoedelijk gehuwd met Margaretha van Blankenheim. Het echtpaar had geen kinderen. Hij werd na zijn overlijden in 1312 opgevolgd door zijn broer Wouter II. 